# Szalai József (tornász)
Szalai József (Kővágóörs, 1892. december 18. – Budapest, 1990. november 29.) magyar tornász, olimpikon, műugró, sportvezető.

## Élete
Részt vett az 1912. évi nyári olimpiai játékokon Stockholmban. Egy torna versenyszámban indult, az egyéni összetettben. A 15. helyen végzett.
16 évvel később visszatért az 1928. évi nyári olimpiai játékokra Amszterdamba. Az olimpián mind a 7 tornaszámban elindult. Érmet nem szerzett.
Klubcsapata a Vívó és Athletikai Club volt. 10-szeres magyar bajnok tornász és egyszeres magyar bajnok műugró.
Volt a Nemzeti Sportbizottság tagja, a Magyar Torna Szövetség elnöke és a Magyar Olimpiai Bizottság tagja.
Politikusként az SZDP tagja volt.